# Chemisieren
Unter Chemisieren (von frz. la chemise = das Hemd) versteht man einen Überzug aus Gelee oder anderen Füllungen. Dabei sollen Speisen vor Austrocknung geschützt werden. Andere Gründe für das Chemisieren von Speisen sind der Geschmack (Torten und Canapées) oder die Frische des Aussehens (Gemüse). Chemisiert wird auch zur Geschmacksveränderung (z. B. wird starker Wildgeschmack durch Einlegen in Honigguss verfeinert).
In der Konditorei wird unter dem Begriff „chemisieren“ das Ausstreichen von Formen (z. B. Eisbombenformen) verstanden. Dabei wird die Form schichtenweise mit verschiedenen Eissorten beziehungsweise Parfaits gefüllt und tiefgefroren.